# Vendèze
Le Vendèze est un ruisseau français du Massif central qui coule dans le département du Cantal.  C'est un affluent de l'Ander en rive gauche, donc un sous-affluent de la Garonne, par la Truyère, puis par le Lot.

## Géographie
De 12,1 km de longueur, le Vendèze prend sa source sur le plateau de la Planèze de Saint-Flour près du village de Vendèze commune de Rézentières, tout près du Col de la Fageole. À cet endroit il porte le nom de Ruisseau de l'Espinasse.  Sa direction générale est nord-sud. Il rejoint l'Ander en rive gauche à Saint-Flour.

### Départements et communes traversées
Le ruisseau traverse cinq communes, toutes situées dans le département du Cantal : Talizat, Rézentières, Andelat, Coren et Saint-Flour.

## Étymologie
Le nom de cette rivière vient probablement du gaulois vindesia désignant le poisson aujourd'hui nommé "vandoise". Ce nom dérive du gaulois vindo, "blanc". Il n'est pas rare qu'un cours d'eau porte le nom d'un poisson qui y vit : la Salm (saumon), la Sauldre (truite), le Bief de la Tanche, etc.

## Principaux affluents
Le Vendèze compte deux affluents référencés parmi lesquels...
- Le Ruisseau de Salecrus : 4,5 km